# The Two Fathers (film 1911)
The Two Fathers è un cortometraggio muto del 1911 diretto da Harry Solter e prodotto dalla Lubin.

## Trama
Un uomo caduto in miseria è costretto a dare sua figlia in adozione. Quando la bambina diventa grande, scopre di avere due padri, quello vero e quello adottivo.

## Produzione
Il film fu prodotto dalla Lubin Manufacturing Company.

## Distribuzione
Distribuito dalla General Film Company, il film - un cortometraggio in una bobina - uscì nelle sale statunitensi il 17 aprile 1911.